# Павловский, Шимон
Шимон Павловский (пол. Szymon Pawłowski; родился 4 ноября 1986, Полчин-Здруй) — польский футболист, полузащитник. Выступал, в частности, за клубы «Заглембе» (Любин) и «Лех», а также национальную сборную Польши. Двукратный чемпион Польши. Двукратный обладатель Суперкубка Польши.

## Клубная карьера

### Начало карьеры
Родился 4 ноября 1986 года в городе Полчин-Здруй. Воспитанник футбольной школы клуба «Поморчанин Славоборже». Во взрослом футболе дебютировал в 2003 году выступлениями за команду клуба МСП (Шамотулы), в которой провёл один сезон. В течение 2004—2006 годов защищал цвета команды клуба «Мечко» (Гнезно).

### «Заглембе» (Любин)
В начале 2007 года перешёл в клуб «Заглембе» (Любин). В Экстраклассе дебютировал 10 марта 2007 года в победном (2:0) поединке против познанского «Леха». В своём первом сезоне в футболке любинского клуба сыграл в 4 матчах Экстракласса и в составе «Заглембе» впервые в своей карьере стал победителем чемпионата Польши. 3 ноября 2007 года в поединке против «Краковии» отметился дебютным голом в Экстраклассе. Сезон 2008/09 лет провёл вне Экстракласса, поскольку «Заглембе» был переведён в Первую лигу из- коррупционного скандала в польском футболе. После одного сезона в Первой лиге вместе с любинской командой вернулся в элитный дивизион польского чемпионата. 3 мая 2012 года в матче 29-го тура Экстракласса против «Полонии» Варшава отметился 4 голами, обеспечив победу своей команде со счётом 4:0. Таким образом Павловский установил личный рекорд в своей профессиональной карьере по количеству забитых мячей в одном матче. В составе «Заглембе» он в целом сыграл 159 матчей, в которых отличился 42 голами.

### «Лех»
1 июля 2013 года на правах свободного агента перешёл в познанский «Леха». В футболке своего нового клуба дебютировал 18 июля 2013 года в победном (3:1) поединке 2-го раунда квалификации Лиги Европы против ФК «Хонка». Это была его первая игра в еврокубках. В Экстраклассе в составе нового клуба дебютировал 21 июля 2013 года в поединке 1-го тура против хожувского «Руха». Дебютным голом в футболке «Леха» отличился 18 августа 2014 года в победном (4:0) матче 2-го раунда Кубка Польши против «Термалики». В сезоне 2014/15 годов в составе «Леха» завоевал чемпионский титул, а 10 июля 2015 года, победив в финале со счётом 3:1 варшавскую «Легию», стал обладателем Суперкубка Польши. В сезоне 2015/16 годов в составе «Леха» был участником группового этапа Лиги Европы. 7 июля 2016 года вместе с «Лехом» повторил своё прошлогоднее достижение, став во второй раз в карьере обладателем Суперкубка Польши.

### Аренда в «Термалике»
31 августа 2017 года на правах годичной аренды перешёл в состав клуба «Нецеча». В сезоне 2017/2018 отыграл за команду из села Нецеча 28 матчей в национальном чемпионате, в которых отметился тремя забитыми мячами.

## Выступления за сборные
Привлекался в состав молодёжной сборной Польши. На молодёжном уровне сыграл в 10 официальных матчах, забил 2 гола.
15 декабря 2007 года дебютировал в составе национальной сборной Польши в товарищеском поединке против сборной Боснии и Герцеговины, а дебютным голом в футболке национальной сборной отличился 14 декабря 2012 года в поединке против Македонии. В настоящее время в составе польской сборной сыграл 17 матчей и отметился 2 голами.

## Достижения
«Заглембе» (Любин)
- Чемпион Польши: 2006/07

«Лех»
- Чемпион Польши: 2014/15
- Обладатель Суперкубка Польши (2): 2015, 2016

## Статистика выступлений

### Клубная
| Клуб               | Сезон   | Турнир       | Лига  | Лига | Кубок | Кубок | Европа | Европа | Другие1 | Другие1 | Всего | Всего |
| Клуб               | Сезон   | Турнир       | Матчи | Голы | Матчи | Голы  | Матчи  | Голы   | Матчи   | Голы    | Матчи | Голы  |
| ------------------ | ------- | ------------ | ----- | ---- | ----- | ----- | ------ | ------ | ------- | ------- | ----- | ----- |
| «Заглембе» (Любин) | 2006/07 | Экстракласса | 4     | 0    | 0     | 0     | -      | -      | -       | -       | 4     | 0     |
| «Заглембе» (Любин) | 2007/08 | Экстракласса | 26    | 3    | 5     | 2     | 0      | 0      | 0       | 0       | 31    | 5     |
| «Заглембе» (Любин) | 2008/09 | Первая лига  | 33    | 12   | 4     | 1     | -      | -      | -       | -       | 37    | 13    |
| «Заглембе» (Любин) | 2009/10 | Экстракласса | 8     | 0    | 0     | 0     | -      | -      | -       | -       | 8     | 0     |
| «Заглембе» (Любин) | 2010/11 | Экстракласса | 19    | 5    | 0     | 0     | -      | -      | -       | -       | 19    | 5     |
| «Заглембе» (Любин) | 2011/12 | Экстракласса | 26    | 8    | 1     | 0     | -      | -      | -       | -       | 27    | 8     |
| «Заглембе» (Любин) | 2012/13 | Экстракласса | 23    | 8    | 4     | 2     | -      | -      | -       | -       | 27    | 10    |
| «Заглембе» (Любин) | Загалом | Загалом      | 139   | 36   | 14    | 5     | 0      | 0      | 0       | 0       | 153   | 41    |
| «Лех»              | 2013/14 | Экстракласса | 31    | 4    | 1     | 1     | 4      | 0      | -       | -       | 36    | 5     |
| «Лех»              | 2014/15 | Экстракласса | 33    | 9    | 6     | 2     | 4      | 0      | -       | -       | 43    | 11    |
| «Лех»              | 2015/16 | Экстракласса | 31    | 6    | 4     | 1     | 10     | 0      | 1       | 0       | 46    | 7     |
| «Лех»              | 2016/17 | Экстракласса | 22    | 1    | 5     | 2     | -      | -      | 1       | 0       | 28    | 3     |
| «Лех»              | Всего   | Всего        | 117   | 20   | 16    | 6     | 18     | 0      | 2       | 0       | 153   | 26    |
| Брук-Бет Термалица | 2017/18 | Экстракласса | 7     | 0    | 1     | 0     | -      | -      | -       | -       | 8     | 0     |

1 Включая Суперкубок Польши.

### Матчи в сборной
| Сборная        | Год     | Мячи | Голы |
| -------------- | ------- | ---- | ---- |
| Польша (до 21) |         |      |      |
| ?              | 10      | 2    |      |
| В общем        | В общем | 10   | 2    |
| Польша         |         |      |      |
| 2007           | 1       | 0    |      |
| 2008           | 2       | 0    |      |
| 2009           | 1       | 0    |      |
| 2010           | 1       | 0    |      |
| 2011           | 6       | 0    |      |
| 2012           | 2       | 1    |      |
| 2013           | 2       | 1    |      |
| 2014           | 2       | 0    |      |
| В общем        | В общем | 17   | 2    |